# تئودور لانگ
تئودور لانگ (انگلیسی: Theodore Long؛ زادهٔ ۱۵ سپتامبر ۱۹۴۷) کشتی‌گیر کشتی حرفه‌ای اهل ایالات متحده آمریکا است.
وی همچنین برندهٔ جوایزی همچون تالار شهرت دبلیو دبلیو ای شده‌است.